# Centro Nacional de Investigación sobre la Evolución Humana
El Centro Nacional de Investigación sobre la Evolución Humana, también conocido por sus siglas CENIEH, es un centro de referencia a nivel internacional en la investigación de nuestros orígenes. Esta infraestructura científico técnico y singular (ICTS) abierta al uso de la comunidad científica nacional e internacional forma parte del Complejo de la Evolución Humana de Burgos y está vinculado al sistema Atapuerca. Nace en 2004 como un consorcio público cofinanciado por Administración General del Estado y por la Comunidad de Castilla y León y fue inaugurado por su majestad la Reina Sofía el 9 de julio de 2011. 

## Institución
El CENIEH forma parte del mapa español de ICTS como un centro con localización única que facilita la realización de investigaciones en el ámbito de la Evolución Humana durante el periodo del Neógeno superior y Cuaternario, promoviendo la sensibilización y transferencia de conocimientos a la sociedad e impulsando y apoyando la realización y colaboración en excavaciones de yacimientos de estos periodos, tanto en España como en otras partes del mundo.
Cuenta con grandes equipamientos e instalaciones y ofrece sus servicios a la comunidad científica, académica y empresarial. Este centro desarrolla investigación de vanguardia, colaborando con los principales yacimientos arqueo paleontológico de todo el mundo a través de tres grandes programas de arqueología, centrado en el estudio del comportamiento de los homínidos y el origen de la cultura, la geocronología y la geología.

## Investigación
Las tres líneas de investigación del CENIEH están dirigidas por un responsable científico a cargo de su funcionamiento, que coordina todas las líneas de investigación dentro de ese programa para facilitar su funcionamiento e interrelación. Actualmente son: Arqueología, Geocronología y Geología, y Paleobiología.

## Infraestructura
La infraestructura se encuentra dividida entre los laboratorios y las salas de colecciones. 
Laboratorios
Arqueología Experimental y Tafonomía: Este laboratorio basa su funcionamiento en el desarrollo de programas experimentales para solventar problemáticas tecnológicas, tafonómicas o de formación de yacimientos en lo que a arqueología se refiere. 
Arqueomagnetismo: Centra su campo de estudio en el empleo de instrumentación para el desarrollo de magnetoestratigrafías en sedimentos, determinando remanencia magnética, desmagnetización…
Arqueometría: Tiene como campo de estudio la caracterización de materiales mediante su composición mineralógica o química y el análisis vibracional o térmico.
Cartografía digital y análisis 3D: Emplea la cartografía, la reconstrucción y el análisis espacial para el estudio de elementos geológicos y arqueológicos. 
Conservación y Restauración: Evalúa y desarrolla estrategias en materia de conservación (conservación preventiva, conservación curativa y restauración), encaminadas a la salvaguarda tanto de las colecciones presentes en el CENIEH como en otras instituciones, museos o yacimientos arqueológicos y paleontológicos, nacionales e internacionales.
Datación por Luminiscencia: Consta de dos secciones principales, la sala de preparación de muestras y la instalación radiactiva IRA 3015. En ambas salas se trabaja bajo condiciones de luz cuidadosamente controladas (luz roja de longitud de onda entre 600 y 690 nm) y de baja intensidad lumínica (< 2μW/cm2).
Datación por Núclidos Cosmogénicos: Este método de estudio es capaz de medir las edades de exposición de la superficie, las tasas de erosión rocas, suelos y las edades de depósito de sedimentos. El Laboratorio ofrece la preparación completa de muestras de materiales geológicos/arqueológicos que contienen cuarzo para las mediciones de 10Be y 26Al.
Datación por Resonancia Paramagnética Electrónica: Se dedica principalmente a la datación de materiales geológicos y/o arqueológicos como el esmalte dental o los granos de cuarzo ópticamente blanqueados y extraídos de sedimento. De forma puntual también realiza trabajos de dosimetría y de caracterización de geomateriales modernos o antiguos.
Geología: Este laboratorio tiene como objetivo dar apoyo a otros laboratorios para la preparación y caracterización de muestras de distinta naturaleza en distintas áreas de investigación como agronomía, estudios medioambientales, estudios paleoclimáticos y paleoceanográficos, geología y geotecnia.
Microscopía y Microtomografía Computarizada: El Laboratorio de Microscopía y Microtomografía cuenta con una gran variedad de equipos que permiten la caracterización microestructural y elemental de toda clase de materiales (por ejemplo: biológicos, orgánicos e inorgánicos) con orientación práctica al análisis, control de calidad e investigación básica y aplicada.
Series de Uranio: Tiene como objetivo principal la realización de trabajos de investigación y ejecución de servicios que impliquen análisis elementales e isotópicos en diversos tipos de materiales. Este laboratorio se encuentra a disposición de la Comunidad Científica, Empresarial y de la Sociedad en General, a través de la oferta de numerosos servicios técnicos que van desde la realización de análisis físico-químicos o servicios de consultoría y formación hasta la participación y colaboración en proyectos de investigación.
Tecnología Prehistórica y Arqueología: Dar soporte y alentar las actividades de investigación y estudio de colecciones de herramientas prehistóricas es el objetivo de este laboratorio. Se evalúan, gestionan y desarrollan estrategias encaminadas al estudio y gestión de las colecciones presentes tanto en el CENIEH como en otras instituciones, museos, salas de exposiciones, en laboratorios de campo de excavaciones arqueológicas, etc.
Colecciones
Actualmente el CENIEH alberga tres colecciones diferentes, dispuestas en espacios adecuados para el almacenaje de un gran volumen de piezas, asegurando unas condiciones adecuadas para su conservación a largo plazo. La conservación queda también garantizada por los medios materiales y humanos del Laboratorio de Conservación y Restauración. El CENIEH cuenta también con un moderno sistema de Bases de Datos diseñado específicamente para la catalogación de sus fondos y la gestión de la información contextual asociada ellos. El sistema de gestión de colecciones está pensado para facilitar el estudio de los fondos por parte de los investigadores y para poner a su disposición la información contextual sobre los mismos.
Colección Osteológica de Anatomía Comparada (COAC) La Colección Osteológica de Anatomía Comparada del CENIEH incluye especímenes correspondientes a organismos actuales y réplicas de fósiles del Cuaternario, especialmente réplicas de fósiles humanos de cualquier área geográfica y cronología. La sección dedicada a mamíferos no humanos incluye tanto esqueletos originales de especies actuales como réplicas de especies actuales y fósiles. El objetivo de esta sección es servir de referencia para el estudio de la fauna de mamíferos del Pleistoceno de Europa. Se pretende para ello tener representada cada especie por un esqueleto de un adulto de cada sexo y uno o más individuos juveniles. Para alcanzar este objetivo la colección se encuentra en continuo crecimiento.
Litoteca y colección experimental de traceología (LITHO) En la actualidad, el Área de Colecciones Líticas cuenta con una amplia gama de recursos y equipos para el estudio específico de herramientas de piedra. Se incluyen dos colecciones de referencia, aún en desarrollo, a las que cualquier investigador puede acceder plenamente: la Colección de Traceología Experimental (CET) y la Litoteca del CENIEH (LITHO). La Colección  Experimental de Traceología (CET) aglutina herramientas fabricadas en distintas materias primas (líticas y óseas fundamentalmente) que han sido experimentalmente utilizadas en diferentes actividades relacionadas con las formas de vida de la Prehistoria. El objetivo del CET es proporcionar referentes experimentales que permitan identificar las huellas de utilización de los materiales líticos analizados desde una perspectiva traceológica. Por otro lado se está iniciando la Litoteca del CENIEH (LITHO) que está destinada a acoger muestras petrológicas de materiales usados o susceptibles de haber sido usados para conformar herramientas líticas durante el Paleolítico y la Prehistoria Reciente. El objetivo de esta litoteca es proveer de una colección de referencia que sirva de apoyo a las investigaciones sobre industria lítica.
Colecciones Arqueo-Paleontológicas (AP) La colección arqueo-paleontológica (AP) del CENIEH está compuesta por fondos procedentes de los yacimientos de la Sierra de Atapuerca, en depósito temporal,  según se establece en el Convenio firmado para este fin entre el CENIEH, la Consejería de Cultura y Turismo de la Junta de Castilla y León y la Fundación Siglo para el Turismo y las Artes de Castilla y León. Dichos fondos incluyen fósiles humanos, fauna y piezas líticas de niveles Pleistocenos de los yacimientos Galería, Gran Dolina, Trinchera Penal, Sima del Elefante, Cueva Fantasma y Sima de los Huesos. La colección AP se incrementa año a año con el depósito de nuevos fondos de acuerdo a un calendario previamente establecido. Dichos fondos deben ser inventariados y catalogados tras su depósito. El enorme volumen de estos fondos y el tiempo necesario para esas operaciones provoca normalmente que exista una demora de un año entre su fecha de depósito y su puesta a disposición de la comunidad científica para su consulta. 

## Consorcio
El centro se gestiona por medio de un Consorcio integrado al 50% por la Administración General del Estado, a través del Ministerio de Ciencia e Innovación, y por la Comunidad de Castilla y León, a través de la Consejería de Educación. Este Consorcio tiene como fin gestionar y promover la colaboración científica, económica, técnica y administrativa de las administraciones que lo integran para el equipamiento y explotación del CENIEH y se rige por unos Estatutos publicados como anexo al segundo convenio de colaboración entre las Administraciones Consorciadas (Resolución de 20 de enero de 2010, de la Secretaría de Estado de Investigación - BOE n.º. 37 de 11 de febrero de 2010 y Resolución de 12 de abril de 2010, de la Dirección General de Relaciones Institucionales y Acción Exterior - BOCyL n.º. 95 de 20 de mayo de 2010).
En la actualidad cerca de medio centenar de personas trabajan en un edificio singular. Estas modernas instalaciones albergan sofisticados laboratorios, zonas de despachos y salas comunes, distribuidos en cuatro plantas. 

## Organización
La organización del CENIEH se divide en varias categorías, en primer lugar, el Consejo Rector que cuenta con una Comisión Asesora Científica. En segundo lugar, la Comisión Ejecutiva y en tercer lugar la propia dirección del centro. 
Directores 
- José María Bermúdez de Castro (2005-2012)
- Alfredo Pérez González (2013-2017)
- María Martinón Torres (2017 - )[2]

## Redes de cooperación
El CENIEH fortalece su participación en proyectos europeos de redes y es miembro activo de ARIADNEplus, IPERION HS y SEADDA Cost Action.